# 137
Het jaar 137 is het 37e jaar in de 2e eeuw volgens de christelijke jaartelling.

## Gebeurtenissen

### Italië
- Keizer Hadrianus laat ter gelegenheid van de Olympische Spelen munten slaan, met de afbeelding van het beeld van Zeus te Olympia.

### Syrië
- In Palmyra, een handelsknooppunt van de Zijderoute in Syrië, wordt het belastingrecht ingevoerd.

### Brittannië
- Koning Lucius (137-186) volgt zijn vader Coilus op als heerser van Brittannië.

## Geboren
- Didius Julianus, Romeinse keizer

## Overleden
- Tiberius Claudius Atticus Herodes, Romeins staatsman